# Isola Stoltenhoff
L'isola Stoltenhoff  è una piccola isola disabitata nel sud dell'Oceano Atlantico, parte delle Isole Nightingale. È la più piccola delle isole Nightingale, ed è a nord-ovest  dell'isola Nightingale stessa. Esse sono disciplinate come parte di Tristan da Cunha, un arcipelago e parte del territorio britannico d'oltremare di Sant'Elena, Ascensione e Tristan da Cunha. L'isola fa parte del gruppo di isole Nightingale Important Bird Area (IBA), identificate come tali da BirdLife International come sito di riproduzione per uccelli marini e landbirds endemiche.
L'isola prende il nome dai due fratelli Gustav e Friedrich Stoltenhoff che cercarono di stabilirsi sulla vicina Isola Inaccessibile. Il loro tentativo fu abbandonato dopo due anni molto difficili ivi trascorsi.